# 京都府道525号石原多保市線
京都府道525号石原多保市線（きょうとふどう525ごう いさとおのいちせん）は、京都府福知山市を通る一般府道である。

## 概要
福知山市石原1丁目から福知山市字多保市に至る。舞鶴若狭自動車道と並走する。

### 路線データ
- 起点：福知山市石原1丁目（石原交差点、京都府道8号福知山綾部線交点）
- 終点：福知山市字多保市（国道9号交点）
- 総延長：3.0 km

## 路線状況

### 重複区間
- 国道9号（福知山市字長田・駒場新町交差点 - 福知山市字長田）

## 地理

### 通過する自治体
- 福知山市

### 交差する道路
| 交差する道路                                               | 交差する場所 | 交差する場所      |
| ---------------------------------------------------------- | ------------ | ----------------- |
| 京都府道8号福知山綾部線 京都府道524号石原停車場戸田線 重複 | 石原1丁目    | 石原交差点 / 起点 |
| 国道9号 / 山陰道 重複区間起点                              | 字長田       | 駒場新町交差点    |
| 国道9号 / 山陰道 重複区間終点                              | 字長田       |                   |
| 国道9号 / 山陰道                                           | 字多保市     | 終点              |

### 沿線
- JR西日本山陰本線 石原駅（起点付近）
- 福知山市立遷喬小学校
- 京都府立工業高等学校
- 京都府立福知山高等技術専門校
- 陸上自衛隊 長田野演習場
- 福知山消防署 東分署
- ふるさと資料館
- E27 舞鶴若狭自動車道 4 福知山IC
- 福知山市立六人部中学校